# Mókusformák
A mókusformák (Sciurinae) az emlősök (Mammalia) osztályának rágcsálók (Rodentia) rendjébe, ezen belül a mókusfélék (Sciuridae) családjába tartozó alcsalád.

## Rendszerezésük
A mókusformák alcsaládját két nemzetségre tagolják; a két nemzetségben összesen 84 faj van:
- repülőmókusok (Pteromyini) Brandt, 1855 - 15 nem és 44 faj
- valódi mókusok (Sciurini) Fischer de Waldheim, 1817 - 5 nem és 40 faj